# ادا اومليل (سيدي أحمد أومبارك)
ادا اومليل هي إحدى مشيخات المملكة المغربية، تتبع جغرافيا لإقليم الصويرة وإداريًا لسيدي أحمد أومبارك. يقدر عدد سكانها بـ 4445 نسمة حسب الإحصاء الرسمي للسكان والسكنى لسنة 2004.